# إيرينا زاريتسكا
إيرينا زاريتسكا (مواليد 4 مارس 1996) هي لاعبة كاراتيه أذربيجانية، مثلت أوكرانيا حتى 2014.فازت بالميدالية الفضية في أولمبياد 2020.